# Alchemilla impexa
Alchemilla impexa é uma espécie de rosácea do gênero Alchemilla, pertencente à família Rosaceae.